# Liste der Wappen im Landkreis Freyung-Grafenau
Die Liste der Wappen im Landkreis Freyung-Grafenau zeigt die Wappen der Gemeinden im bayerischen Landkreis Freyung-Grafenau.

## Landkreis Freyung-Grafenau

Landkreis Freyung-Grafenau Über gekürzter und eingeschweifter Spitze, darin die bayerischen Rauten, in Silber nebeneinander ein linksgewendeter schwarzer Bär und ein roter Wolf.
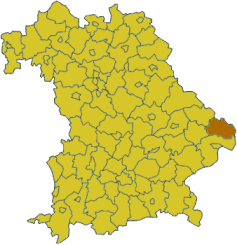
Lage des Landkreises Freyung-Grafenau in Bayern
Lage des Landkreises Freyung-Grafenau in Deutschland
Landkreis Grafenau (–1972) Unter Schildhaupt mit den bayerischen Rauten in Silber ein schreitender und geflügelter golden bewehrter roter Greif, der in den Vorderfängen einen goldenen Hasen hält.[1]
Landkreis Wolfstein (–1972) Geteilt von Silber und Blau; oben ein aus der Teilungslinie wachsender roter Wolf, unten gekreuzt ein goldener Bischofsstab und eine goldene Schaufel.[2]

## Wappen der Städte, Märkte und Gemeinden

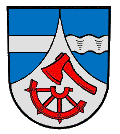
Gemeinde Eppenschlag In Blau eine eingeschweifte silberne Spitze, darin übereinander ein mit vier Messern besetztes unterhalbes Rad und ein rotes Beil; vorne ein silberner Balken, hinten ein silberner Wellenbalken.
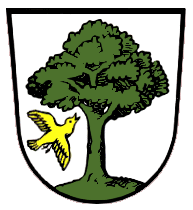
Stadt Freyung In Silber auf grünem Boden ein grüner Baum, auf den von links ein goldener Vogel zufliegt.
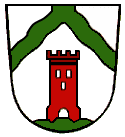
Gemeinde Fürsteneck In Silber unter erhöhtem, verkürztem grünen Wellengöpel auf grünem Dreiberg ein roter Zinnenturm.
Stadt Grafenau Unter Schildhaupt mit den bayerischen Rauten in Gold über absteigender silberner Zinnenmauer wachsend ein rot gezungter, schwarzer Bär.
Gemeinde Grainet Gespalten von Silber und Grün; in verwechselten Farben vorne ein senkrecht gestellter beblätterter Stab, hinten eine Glocke.[3]
Gemeinde Haidmühle Durch einen schmalen silbernen Wellenbalken geteilt von Rot und Blau; oben ein oberhalbes goldenes Mühlrad, unten aus dem Schildrand wachsend schräg gekreuzt ein goldener Eisenhammer und ein goldener Schlägel.
Gemeinde Hinterschmiding In Rot ein schreitendes, mit goldenem Salzsack bepacktes silbernes Pferd, darunter in gestürztem goldenen Hufeisen ein gestürzter goldener Schmiedehammer.[4]
Gemeinde Hohenau In Gold aus einem grünen Hügel, darin ein geschliffener Edelstein, wachsend eine zweiblättrige Pflanze mit zwei roten Blüten.
Gemeinde Innernzell Schräglinks geteilt von Silber und Blau, darin ein schrägliegender von Rot und Gold geteilter Bischofsstab, darunter drei, eins zu zwei gestellte goldene Kugeln.
Gemeinde Jandelsbrunn Gespalten von Schwarz und Gold mit einer heraldischen Lilie in verwechselten Farben über sieben, vier zu drei gestellten Kugeln in verwechselten Farben, deren unterste auf der Spaltlinie liegt.
Gemeinde Mauth Über goldenem Dreiberg, darauf eine aus dem unteren Schildrand wachsende schwarze Hellebarde, gespalten; vorne dreimal geteilt von Silber und Blau, hinten Rot.
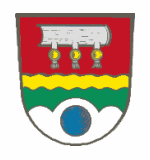
Gemeinde Neureichenau Durch eine goldene Wellenleiste geteilt von Rot und Grün; oben ein silbernes Buch, aus dem drei goldene Siegel hängen; unten ein silberner Dreiberg, darauf eine blaue Kugel.
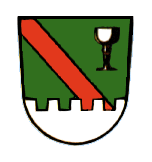
Gemeinde Neuschönau Über silbernem Zinnenschildfuß in Grün ein goldener Schrägbalken, links ein silbernes Weinglas.
Markt Perlesreut In Silber ein links gewendeter steigender roter Wolf.
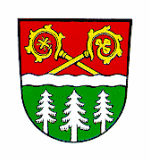
Gemeinde Philippsreut Durch einen schmalen silbernen Wellenbalken geteilt von Rot und Grün; oben schräg gekreuzt zwei goldene Bischofsstäbe, unten drei aus dem Schildrand wachsende silberne Nadelbäume.
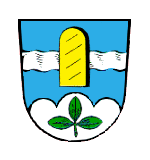
Gemeinde Ringelai In Blau über silbernem Dreiberg, darin ein dreiblättriges grünes Kleeblatt, ein goldener Grenzstein, dem ein silberner Wellenbalken unterlegt ist.
Markt Röhrnbach In Silber ein rotes Herz.
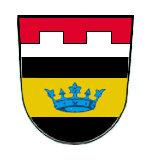
Gemeinde Saldenburg Unter von Rot und Silber im Zinnenschnitt geteiltem Schildhaupt in Schwarz ein breiter goldener Balken, darin eine blaue Krone.
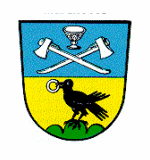
Gemeinde Sankt Oswald-Riedlhütte Geteilt von Blau und Gold; oben zwischen zwei schräg gekreuzten silbernen Beilen schwebend ein silberner Glasbecher; unten auf grünem Dreiberg sitzend ein Rabe mit einem silbernen Ring im Schnabel.
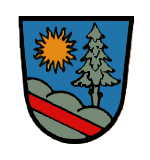
Gemeinde Schöfweg In Blau aus einem schrägen silbernen Dreiberg, der mit einem roten Schrägbalken belegt ist, wachsend eine silberne Tanne, vorne beseitet von einer goldenen Sonne.
Markt Schönberg Die bayerischen Rauten, belegt mit einem schräg gestellten roten Pfeil.
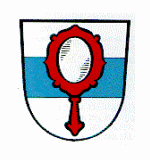
Gemeinde Spiegelau In Silber ein blauer Balken, im Ganzen belegt mit einem rot gerahmten silbernen Handspiegel mit rotem Griff.
Gemeinde Thurmansbang In Rot eine eintürmige silberne Kirche in Vorderansicht; rechts eine hinter der Kirche aufragende goldene Tanne.
Stadt Waldkirchen In Blau auf grünem Boden in Seitenansicht eine silberne Kirche mit grün gedecktem Zwiebelturm und rotem Dach; rechts davor stehend ein grüner Nadelbaum.
Gemeinde Zenting Gespalten von Silber und Rot; vorne ein links gewendeter, widersehender, feuerspeiender, rot bewehrter grüner Drache mit Stachelschwanz, hinten ein schräglinker goldener Pilgerstab, beseitet oben und unten von je einer zugewendeten goldenen Muschel.

## Ehemalige Gemeinden mit eigenen Wappen

Gemeinde Altreichenau Geteilt in Silber und Rot; vorne auf einem aus drei grünen Quadern gebildeter Steinsockel ein roter Falke, hinten ein weiß/silbernes Kelchglas.
Gemeinde Außernbrünst
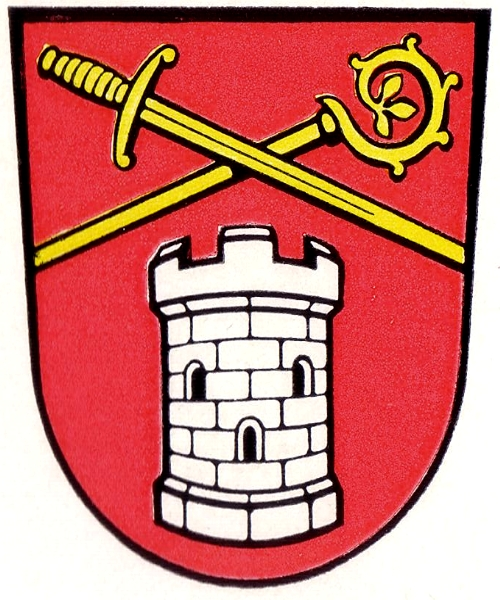
Gemeinde Bischofsreut Turm silber/weiß, darüber gekreuzt Bischofsstab und Schwert in gold auf rotem Grund.
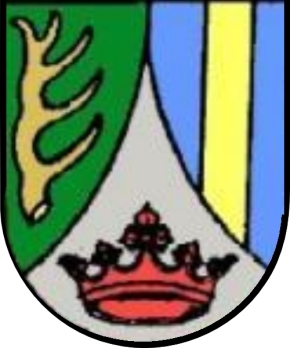
Gemeinde Finsterau Durch eine silberne Spitze, darin eine rote Grafenkrone, gespalten von Grün und Blau; vorne eine senkrecht stehende goldene Hirschstange, hinten ein goldener Pfahl.
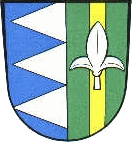
Gemeinde Fürholz Vorne in Blau drei linke silberne Spitzen, hinten in Grün ein goldener Pfahl, überdeckt mit einer silbernen Lilie.
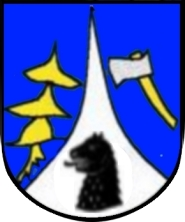
Gemeinde Großarmschlag In Blau eine eingeschweifte silberne Spitze; darin ein schwebender schwarzer Bärenkopf; vorne ein bewurzelter goldener Nadelbaum, hinten ein aufrechtes silbernes Beil mit goldenem Stiel.
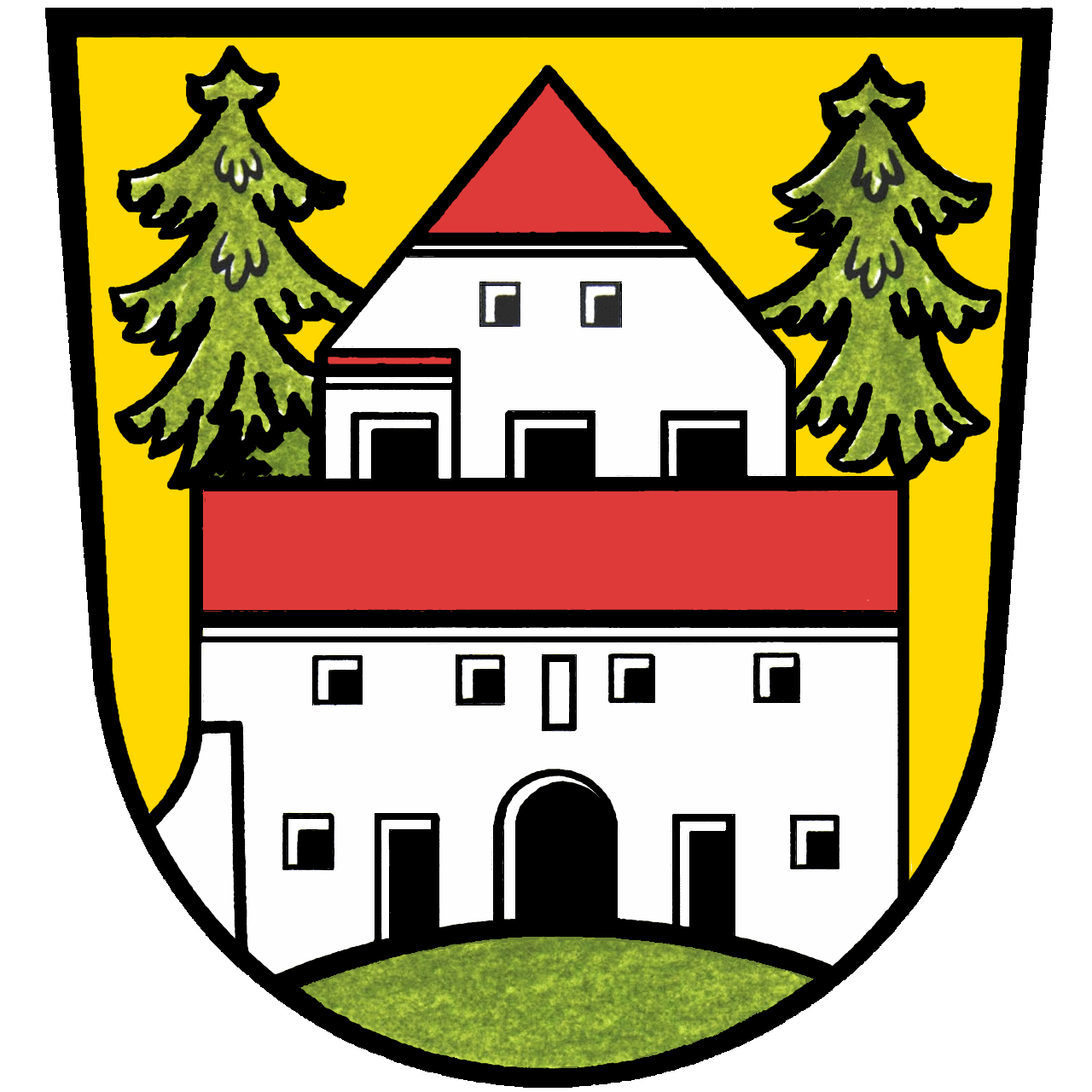
Gemeinde Haus i.Wald
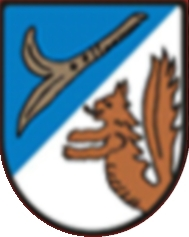
Gemeinde Hintereben
Gemeinde Kirchberg
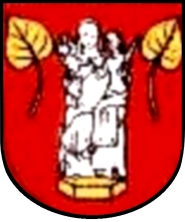
Gemeinde Kreuzberg In Rot die silberne Gruppe der hl. Anna selbdritt auf goldenem Sockel, beseitet oben von je einem goldenen Lindenblatt.
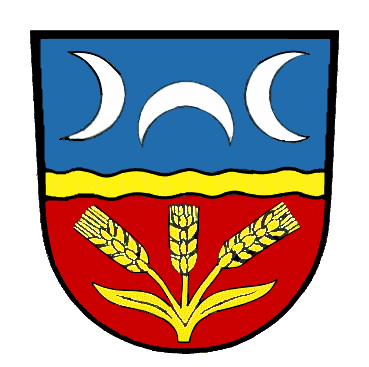
Gemeinde Kumreut
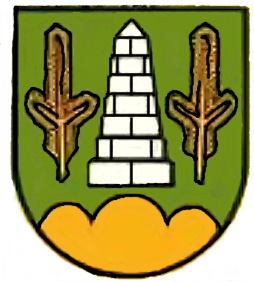
Gemeinde Lackenhäuser Auf grünem Grund ein goldener Dreiberg, darüber in weiß/silber einen gemauerten Obelisken, rechts und links ein weiß/silberner Fichtenzweig.
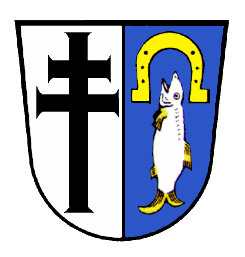
Gemeinde Ratzing Gespalten von Silber und Blau; vorne ein lediges schwarzes Tatzenkreuz mit zwei Querarmen, hinten unter goldenem Hufeisen ein senkrecht gestellter silberner Fisch mit goldenen Flossen.
Gemeinde Schlag In Blau ein silberner Bär, der auf einem nach links erhöhten silbernen Steinberg mit drei Kuppen aufsteigt.[8]
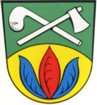
Gemeinde Schönbrunn a.Lusen Bogenförmig geteilt von Grün und Gold; oben schräg gekreuzt eine silberne Axt und eine Glasblasrohr mit Glaskugel; unten eine stilisierte Blumenblüte mit rotem Mittelblatt und zwei seitlichen blauen Blättern.
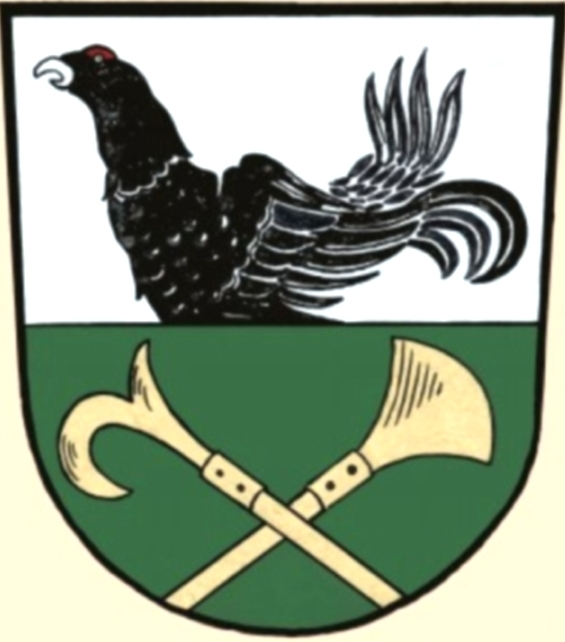
Gemeinde Vorderfreundorf Geteilt von Silber und Grün; oben ein wachsender schwarzer Birkhahn, unten wachsend und schräg gekreuzt ein goldern Trifthaken und ein goldenes Schälmesser, siehe: Wappen der Gemeinde Vorderfreundorf.
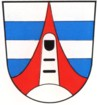
Gemeinde Wasching Dreimal geteilt von Silber und Blau, belegt mit einer eingeschweiften roten Spitze, darin auf silbernem Berg ein silberner Grenzstein.